# Lophotis
Lophotis – rodzaj ptaków z rodziny dropi (Otididae).

## Zasięg występowania
Rodzaj obejmuje gatunki występujące w Afryce Subsaharyjskiej.

## Morfologia
Długość ciała 42–50 cm; masa ciała 675–900 g.

## Systematyka

### Etymologia
Lophotis: gr. λοφος lophos „czub”; ωτις ōtis, ωτιδος ōtidos „drop”.

### Podział systematyczny
Do rodzaju należą następujące gatunki:
- Lophotis savilei Lynes, 1920 – dropik sahelski
- Lophotis gindiana (Oustalet, 1881) – dropik bladoczuby
- Lophotis ruficrista (A. Smith, 1836) – dropik rdzawoczuby